# Liolaemus
Liolaemus es un género de lagartos pertenecientes a la familia Liolaemidae junto a los géneros Phymaturus y Ctenoblepharys, familia que constituye el grupo de saurios de mayor diversidad en Sudamérica austral. es un taxón natural de iguánidos que constituye, sin lugar a dudas, uno de los grupos taxonómicos más interesantes y atrayentes de los saurios neotropicales. El género Liolaemus exhibe una diversidad sorprendente constituyendo el tercer género de acuerdo al número de especies entre los tetrápodos actuales. Se distribuye ampliamente en el extremo sur de América con un extenso rango latitudinal y altitudinal. Se pueden encontrar especies de Liolaemus desde el centro de Perú, al norte de su distribución, hasta Tierra del Fuego, en el extremo sur de su distribución; ocupando diversos y variados hábitats a través de Argentina, Bolivia, Brasil, Chile, Paraguay, Perú, y Uruguay, en el extremo este del continente. Altitudinalmente se los encuentra desde las costas de los océanos Atlántico y Pacífico, desde el nivel del mar, hasta los 5400 m snm.  Actualmente supera las 180 especies válidas. Debido a su activa diversificación, es un género con una controvertida historia desde el punto de vista científico. Diversas hipótesis han intentado explicar su estructura evolutiva y las relaciones entre sus especies. Liolaemus está integrado por numerosos grupos monofiléticos que incluyen una extraordinaria variedad de formas, colores, tamaños, diseños, caracteres morfológicos, fisiológicos, etológicos, genéticos y ecológicos, así como diferentes modos reproductivos, que les han permitido colonizar áreas bajo diferentes condiciones climáticas, entre extremas a moderadas. Muchas especies están ampliamente distribuidas, mientras que otras constituyen microendemismos muy llamativos. 
Las mayores contribuciones al conocimiento de este grupo, quizás uno de los más significativos conjuntos de vertebrados vivientes, han sido desarrolladas inicialmente por los científicos José Miguel Cei (Argentina), Roberto Donoso-Barros (Chile), Richard Etheridge (USA), Walter Hellmich (Alemania), y Raymond Laurent (Argentina). En los últimos veinte años el desarrollo taxonómico filogenético del género ha permitido que varias ramas de la Biología sean estudiadas en los Liolaemus. Los aportes taxonómicos más significativos del género en los últimos años fueron realizados por los biólogos argentinos Cristian Simón Abdala (ha descrito más de sesenta nuevas especies de Liolaemus), Fernando José Lobo y Luciano Javier Ávila. 

## Especies
Se reconocen las siguientes 264:
- Liolaemus abaucan Etheridge, 1993
- Liolaemus abdalai Quinteros, 2012
- Liolaemus absconditus Vega, Quinteros, Stellatelli, Bellagamba, Block & Madrid, 2018
- Liolaemus acostai Abdala & Juárez-Heredia, 2013
- Liolaemus albiceps Lobo & Laurent, 1995
- Liolaemus alticolor Barbour, 1909
- Liolaemus andinus Koslowsky, 1895
- Liolaemus anomalus Koslowsky, 1896
- Liolaemus antonietae Troncoso-Palacios, Esquerré, Urra, Díaz, Castro-Pastene & Ruiz, 2018
- Liolaemus antumalguen Avila, Morando, Perez & Sites, 2010
- Liolaemus aparicioi Ocampo, Aguilar-Kirigin & Quinteros, 2012
- Liolaemus arambarensis Verrastro, Veronese, Bujes & Martins Dias Filho, 2003
- Liolaemus araucaniensis Müller & Hellmich, 1932
- Liolaemus archeforus Donoso-Barros & Cei, 1971
- Liolaemus atacamensis Müller & Hellmich, 1933
- Liolaemus attenboroughi Sánchez, Morando & Avila, 2023[4]
- Liolaemus audituvelatus (Núñez & Yáñez, 1983)
- Liolaemus austromendocinus Cei, 1974
- Liolaemus avilai Breitman, Parra, Fulvio-Pérez & Sites, 2011
- Liolaemus azarai Avila, 2003
- Liolaemus baguali Cei & Scolaro, 1983
- Liolaemus bellii Gray, 1845
- Liolaemus bibronii (Bell, 1843)
- Liolaemus bitaeniatus Laurent, 1984
- Liolaemus boulengeri Koslowsky, 1898
- Liolaemus buergeri Werner, 1907
- Liolaemus burmeisteri Avila, Fulvio-Perez, Medina, Sites & Morando, 2012
- Liolaemus calchaqui Lobo & Kretzschmar, 1996
- Liolaemus calliston Avila, Fulvio-Perez, Minoli, Medina, Sites & Morando, 2017
- Liolaemus camarones Abdala, Díaz-Gómez & Juarez-Heredia, 2012
- Liolaemus canqueli Cei, 1975
- Liolaemus caparensis Breitman, Fulvio-Pérez, Parra, Morando, Sites & Avila, 2011
- Liolaemus capillitas Hulse, 1979
- Liolaemus carlosgarini[5] Esquerré, Núñez & Scolaro, 2013
- Liolaemus casamiquelai Avila, Fulvio Perez, Morando & Sites, 2010
- Liolaemus cazianiae Lobo, Slodki & Valdecantos, 2010
- Liolaemus chacabucoense Nuñez & Scolaro, 2009
- Liolaemus chacoensis Shreve, 1948
- Liolaemus chaltin Lobo & Espinoza, 2004
- Liolaemus chavin[6] Aguilar, Wood, Cusi, Guzmán, Huari, Lundberg, Mortensen, Ramírez, Robles, Suárez, Ticona, Vargas, Venegas & Sites, 2013
- Liolaemus chehuachekenk Avila, Morando & Sites, 2008
- Liolaemus chiliensis (Lesson, 1830)
- Liolaemus chillanensis Müller & Hellmich, 1932
- Liolaemus chlorostictus Laurent, 1993
- Liolaemus choique Abdala, Quinteros, Scrocchi & Stazzonelli, 2010
- Liolaemus chungara Quinteros, Valladares, Semham, Acosta, Barrionuevo & Abdala, 2014
- Liolaemus cinereus Monguillot, Cabrera, Acosta & Villavicencio, 2006
- Liolaemus coeruleus Cei & Ortiz-Zapata, 1983
- Liolaemus confusus Nunez & Pincheira-Donoso, 2006
- Liolaemus constanzae Donoso-Barros, 1961
- Liolaemus cranwelli (Donoso-Barros, 1973)
- Liolaemus crandalli Avila, Medina, Perez, Sites & Morando, 2015
- Liolaemus crepuscularis Abdala & Gómez Diaz, 2006
- Liolaemus cristiani Núñez, Navarro & Loyola, 1991
- Liolaemus curicensis Müller & Hellmich, 1938
- Liolaemus curis Núñez & Labra, 1985
- Liolaemus cuyanus Cei & Scolaro, 1980
- Liolaemus cuyumhue Avila, Morando, Perez & Sites, 2009
- Liolaemus cyaneinotatus Martinez, Avila, Fulvio Perez, Perez, Sites & Morando, 2011
- Liolaemus cyanogaster (Duméril & Bibron, 1837)
- Liolaemus darwinii (Bell, 1843)
- Liolaemus diaguita Abdala, Quinteros, Arias, Portelli & Palavecino, 2011
- Liolaemus dicktracyi Espinoza & Lobo, 2003
- Liolaemus disjunctus Laurent, 1990
- Liolaemus ditadai Cei, 1983
- Liolaemus donosobarrosi (Cei, 1974)
- Liolaemus dorbignyi Koslowsky, 1898
- Liolaemus duellmani Cei, 1978
- Liolaemus dumerili Abdala, Semhan, Moreno Azocar, Bonino, Paz & Cruz, 2012
- Liolaemus eleodori Cei, Etheridge & Videla, 1985
- Liolaemus elongatus Koslowsky, 1896
- Liolaemus erguetae Laurent, 1995
- Liolaemus erroneus (Núñez & Yáñez, 1983)
- Liolaemus escarchadosi Scolaro, 1997
- Liolaemus espinozai Abdala, 2005
- Liolaemus etheridgei Laurent, 1998
- Liolaemus exploratorum Cei & Williams, 1984
- Liolaemus evaristoi Gutiérrez, Chaparro, Vásquez, Quiroz, Aguilar-Kirgin & Abdala, 2018
- Liolaemus fabiani Yáñez & Núñez, 1983
- Liolaemus famatinae Cei, 1980
- Liolaemus filiorum[7][8][9] Ramirez Leyton & Pincheira-Donoso, 2005
- Liolaemus fittkaui Laurent, 1986
- Liolaemus fitzgeraldi Boulenger, 1899
- Liolaemus fitzingerii (Duméril & Bibron, 1837)
- Liolaemus flavipiceus Cei & Videla, 2003
- Liolaemus forsteri Laurent, 1982
- Liolaemus foxi Núñez, Navarro & Veloso, 2000
- Liolaemus frassinettii Núñez, 2007
- Liolaemus fuscus Boulenger, 1885
- Liolaemus gallardoi Cei & Scolaro, 1982
- Liolaemus gardeli Verrastro, Maneyro, Da Silva & Farias, 2017
- Liolaemus goetschi Müller & Hellmich, 1938
- Liolaemus gracielae Abdala, Acosta, Cabrera, Villavicencio & Marinero, 2009
- Liolaemus gracilis (Bell, 1843)
- Liolaemus gravenhorstii (Gray, 1845)
- Liolaemus griseus Laurent, 1984
- Liolaemus grosseorum Etheridge, 2001
- Liolaemus gununakuna Avila, Morando, Perez & Sites, 2004
- Liolaemus hajeki Núñez, Pincheira-Donoso & Garín, 2004
- Liolaemus halonastes Lobo, Slodki & Valdecantos, 2010
- Liolaemus hatcheri Stejneger, 1909
- Liolaemus heliodermis Espinoza, Lobo & Cruz, 2000
- Liolaemus hellmichi Donoso-Barros, 1975
- Liolaemus hermannunezi Pincheira-Donoso, Scolaro & Schulte, 2007
- Liolaemus huacahuasicus Laurent, 1985
- Liolaemus huayra Abdala, Quinteros & Espinoza, 2008
- Liolaemus igneus Demangel, 2016
- Liolaemus inacayali Abdala, 2003
- Liolaemus incaicus Lobo, Quinteros & Gómez, 2007
- Liolaemus insolitus Cei, 1982
- Liolaemus inti Abdala, Quinteros & Espinoza, 2008
- Liolaemus irregularis Laurent, 1986
- Liolaemus isabelae Navarro & Núñez, 1993
- Liolaemus jamesi (Boulenger, 1891)
- Liolaemus janequeoae Troncoso-Palacios, Diaz, Puas & Riveros-Riffo & Elorza, 2016
- Liolaemus josei Abdala, 2005
- Liolaemus juanortizi Young-Downey & Moreno, 1992
- Liolaemus kingii (Bell, 1843)
- Liolaemus kolengh Abdala & Lobo, 2006
- Liolaemus koslowskyi Etheridge, 1993
- Liolaemus kriegi Müller & Hellmich, 1939
- Liolaemus kuhlmanni Müller & Hellmich, 1933
- Liolaemus kulinko Abdala, Chafrat, Chaparro, Procheret, Valdes, Lannutti, Perez & Quinteros, 2023[10]
- Liolaemus laurenti Etheridge, 1992
- Liolaemus lavillai Abdala & Lobo, 2006
- Liolaemus leftrarui Troncoso-Palacios, Diaz, Puas & Riveros-Riffo & Elorza, 2016
- Liolaemus lemniscatus Gravenhorst, 1838
- Liolaemus lentus Gallardo, 1966
- Liolaemus leopardinus Müller & Hellmich, 1932
- Liolaemus lineomaculatus Boulenger, 1885
- Liolaemus loboi Abdala, 2003
- Liolaemus lonquimayensis Escobar-Huerta, Santibáñez-Toro & Ortiz, 2015
- Liolaemus lopezi Ibarra-Vidal, 2005
- Liolaemus lorenzmuelleri Hellmich, 1950
- Liolaemus lutzae Mertens, 1938
- Liolaemus magellanicus Hombron & Jacquinot, 1847
- Liolaemus maldonadae Núñez, Navarro & Loyola, 1991
- Liolaemus manueli (Núñez, Navarro, Garín, Pincheira-Donoso & Meriggio, 2003)
- Liolaemus mapuche Abdala, 2002
- Liolaemus martorii Abdala, 2003
- Liolaemus melaniceps Pincheira-Donoso & Nunez, 2005
- Liolaemus melanogaster Laurent, 1998
- Liolaemus melanopleurus (Philippi, 1860)
- Liolaemus melanops Burmeister, 1888
- Liolaemus messii Ruiz, Quipildor, Ruiz-Monachesi, Escalante, Valdecantos & Lobo, 2021[11]
- Liolaemus millcayac Abdala & Juárez-Heredia, 2013
- Liolaemus molinai Valladares, Etheridge, Schulte, Manríquez & Spotorno, 2002
- Liolaemus misti Santa-Cruz et al., 2025[12]
- Liolaemus montanezi Cabrera & Monguillot, 2006
- Liolaemus montanus Koslowsky, 1898
- Liolaemus monticola Müller & Hellmich, 1932
- Liolaemus moradoensis Hellmich, 1950
- Liolaemus morandae Breitman, Parra, Fulvio-Pérez & Sites, 2011
- Liolaemus morenoi Etheridge & Christie, 2003
- Liolaemus multicolor Koslowsky, 1898
- Liolaemus multimaculatus (Duméril & Bibron, 1837)
- Liolaemus neuquensis Müller & Hellmich, 1939
- Liolaemus nigriceps (Philippi, 1860)
- Liolaemus nigromaculatus (Wiegmann, 1834)
- Liolaemus nigrocoeruleus Marambio-Alfaro & Troncoso-Palacios, 2014
- Liolaemus nigroviridis Müller & Hellmich, 1932
- Liolaemus nitidus (Wiegmann, 1834)
- Liolaemus occipitalis Boulenger, 1885
- Liolaemus omorfi Demangel, Sepulveda, Jara, Pincheira-Donoso & Núñez, 2015
- Liolaemus olongasta Etheridge, 1993
- Liolaemus orientalis Müller, 1924
- Liolaemus orko Abdala & Quinteros, 2008
- Liolaemus ornatus Koslowsky, 1898
- Liolaemus ortizii Laurent, 1982
- Liolaemus pacha Juárez Heredia, Robles & Halloy, 2013
- Liolaemus pachacutec[6] Aguilar, Wood, Cusi, Guzmán, Huari, Lundberg, Mortensen, Ramírez, Robles, Suárez, Ticona, Vargas, Venegas & Sites, 2013
- Liolaemus pachecoi Laurent, 1995
- Liolaemus pagaburoi Lobo & Espinoza, 1999
- Liolaemus pantherinus Pellegrin, 1909
- Liolaemus parthenos Abdala, Baldo, Juárez & Espinoza, 2016
- Liolaemus parvus Quinteros, Abdala, Gómez & Scrocchi, 2008
- Liolaemus patriciaiturrae Navarro & Núñez, 1993
- Liolaemus paulinae Donoso-Barros, 1961
- Liolaemus petrophilus Donoso-Barros & Cei, 1971
- Liolaemus pictus (Duméril & Bibron, 1837)
- Liolaemus pipanaco Abdala & Juárez-Heredia, 2013
- Liolaemus platei Werner, 1898
- Liolaemus pleopholis Laurent, 1998
- Liolaemus poconchilensis Valladares, 2004
- Liolaemus poecilochromus Laurent, 1986
- Liolaemus polystictus Laurent, 1992
- Liolaemus porosus Abdala, Paz & Semhan, 2013
- Liolaemus pseudoanomalus Cei, 1981
- Liolaemus pseudolemniscatus Lamborot & Ortiz, 1990
- Liolaemus puelche Avila, Morando, Fulvio Perez & Sites, 2007
- Liolaemus pulcherrimus Laurent, 1992
- Liolaemus puna Lobo & Espinoza, 2004
- Liolaemus punmahuida Avila, Perez & Morando, 2003
- Liolaemus puritamensis Nunez & Fox, 1989
- Liolaemus purul Abdala, Semhan, Moreno Azocar, Bonino, Paz & Cruz, 2012
- Liolaemus pyriphlogos Quinteros, 2012
- Liolaemus quilmes Etheridge, 1993
- Liolaemus rabinoi (Cei, 1974)
- Liolaemus ramirezae Lobo & Espinoza, 1999
- Liolaemus ramonensis Müller & Hellmich, 1932
- Liolaemus riodamas[5] Esquerré, Núñez & Scolaro, 2013
- Liolaemus riojanus Cei, 1979
- Liolaemus robertmertensi Hellmich, 1964
- Liolaemus robertoi Pincheira-Donoso & Núñez, 2004
- Liolaemus robustus Laurent, 1992
- Liolaemus rosenmanni Núñez & Navarro, 1992
- Liolaemus rothi Koslowsky, 1898
- Liolaemus ruibali Donoso-Barros, 1961
- Liolaemus sagei Etheridge & Christie, 2003
- Liolaemus salinicola Laurent, 1986
- Liolaemus sanjuanensis Cei, 1982
- Liolaemus sarmientoi Donoso-Barros, 1973
- Liolaemus saxatilis Avila & Cei, 1992
- Liolaemus scapularis Laurent, 1982
- Liolaemus schmidti (Marx, 1960)
- Liolaemus schroederi Müller & Hellmich, 1938
- Liolaemus scolaroi Pincheira-Donoso & Nunez, 2005
- Liolaemus scorialis Troncoso-Palacios, Diaz, Esquerre & Urra, 2015
- Liolaemus scrocchii Quinteros, Abdala & Lobo, 2008
- Liolaemus senguer Abdala, 2005
- Liolaemus septentrionalis (Pincheira-Donoso & Nunez, 2005)
- Liolaemus shehuen Abdala, Díaz-Gómez & Juarez-Heredia, 2012
- Liolaemus shitan Abdala, Quinteros, Scrocchi & Stazzonelli, 2010
- Liolaemus signifer (Duméril & Bibron, 1837)
- Liolaemus silvai Ortiz, 1989
- Liolaemus silvanae (Donoso-Barros & Cei, 1971)
- Liolaemus sitesi[13] Avila, Olave, Perez, Perez & Morando, 2013
- Liolaemus smaug Abdala, Quinteros, Scrocchi & Stazzonelli, 2010
- Liolaemus somuncurae Cei & Scolaro, 1981
- Liolaemus stolzmanni (Steindachner, 1891)
- Liolaemus tacora Demangel, 2016
- Liolaemus tacnae (Shreve, 1941)
- Liolaemus talampaya Avila, Morando, Perez & Sites, 2004
- Liolaemus tandiliensis Vega, Bellagamba & Lobo, 2008
- Liolaemus tari Scolaro & Cei, 1997
- Liolaemus tehuelche Abdala, 2003
- Liolaemus telsen Cei & Scolaro, 1999
- Liolaemus tenuis (Duméril & Bibron, 1837)
- Liolaemus thermarum Videla & Cei, 1996
- Liolaemus thomasi Laurent, 1998
- Liolaemus tirantii Avila, Fulvio-Perez, Minoli, Medina, Sites & Morando, 2017
- Liolaemus tolhuaca Demangel, 2016
- Liolaemus torresi (Núñez, Navarro, Garín, Pincheira-Donoso & Meriggio, 2003)
- Liolaemus tregenzai Pincheira-Donoso & Scolaro, 2007
- Liolaemus tristis Scolaro & Cei, 1997
- Liolaemus tromen Abdala, Semhan, Moreno Azocar, Bonino, Paz & Cruz, 2012
- Liolaemus tulkas Quinteros, Abdala, Gómez & Scrocchi, 2008
- Liolaemus ubaghsi[14] Esquerré, Troncoso-Palacios, Garín & Núnez, 2014
- Liolaemus umbrifer Espinoza & Lobo, 2003
- Liolaemus uniformis[15] Troncoso-Palacios, Elorza, Puas & Alfaro-Pardo, 2016
- Liolaemus uptoni Scolaro & Cei, 2006
- Liolaemus uspallatensis Macola & Castro, 1982
- Liolaemus valdesianus Hellmich, 1950
- Liolaemus vallecurensis Pereyra, 1992
- Liolaemus variegatus Laurent, 1984
- Liolaemus velosoi Ortiz, 1987
- Liolaemus vulcanus Quinteros & Abdala, 2011
- Liolaemus walkeri Shreve, 1938
- Liolaemus wari[6] Aguilar, Wood, Cusi, Guzmán, Huari, Lundberg, Mortensen, Ramírez, Robles, Suárez, Ticona, Vargas, Venegas & Sites, 2013
- Liolaemus wiegmannii (Duméril & Bibron, 1837)
- Liolaemus williamsi Laurent, 1992
- Liolaemus xanthoviridis Cei & Scolaro, 1980
- Liolaemus yalguaraz Abdala, Quinteros & Semham, 2015
- Liolaemus yanalcu Martínez Oliver & Lobo, 2002
- Liolaemus yatel Abdala, Procopio, Stellatelli, Travaini, Rodríguez, Ruiz & Monachesi, 2014
- Liolaemus zabalai Troncoso-Palacios, Diaz, Esquerre & Urra, 2015
- Liolaemus zapallarensis Müller & Hellmich, 1933
- Liolaemus zullyae Cei & Scolaro, 1996